# Jabreilles-les-Bordes

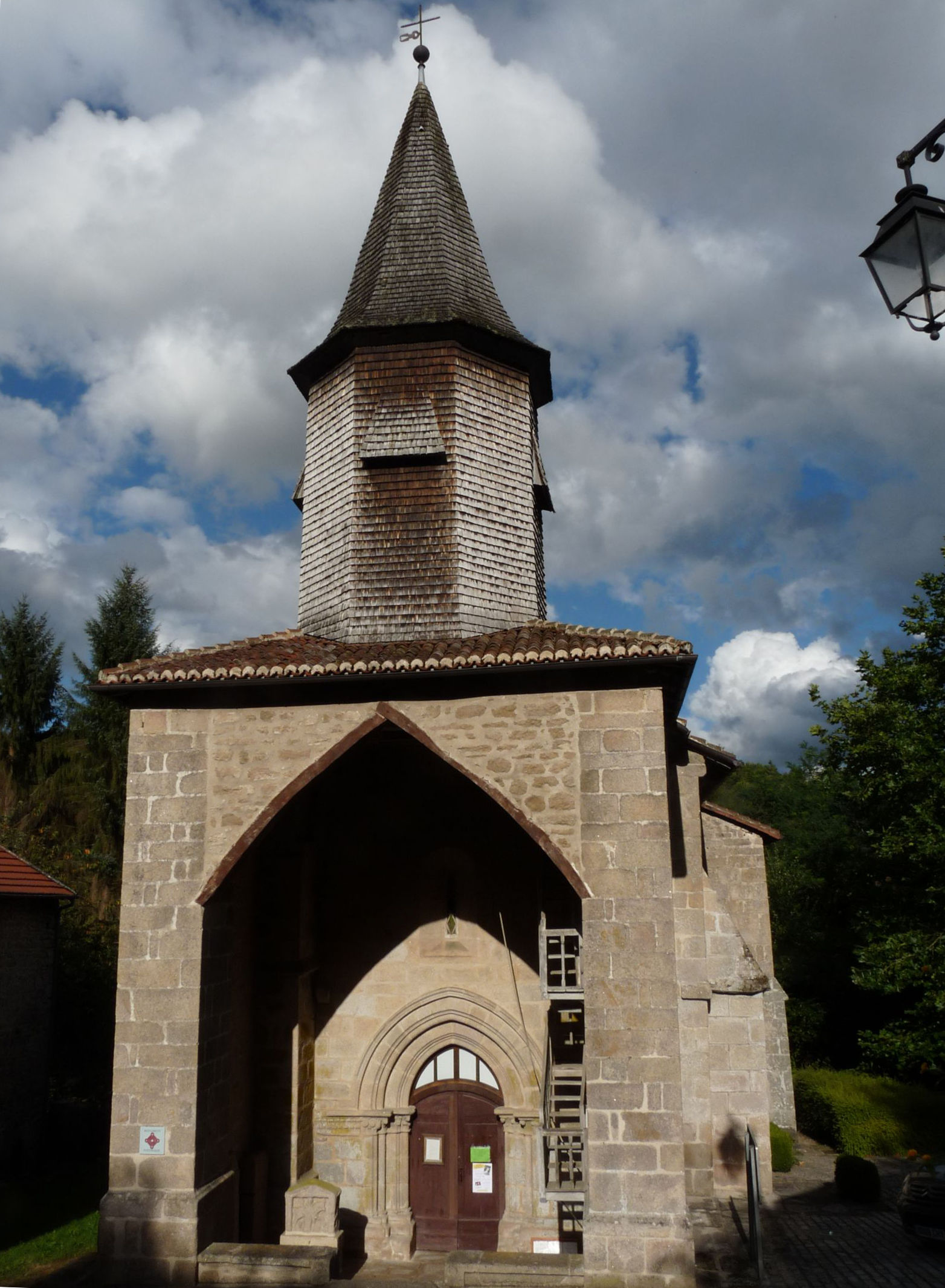
Kościół św. Marcjalisa (2012)

Jabreilles-les-Bordes – miejscowość i gmina we Francji, w regionie Nowa Akwitania, w departamencie Haute-Vienne.
Według danych na rok 1990 gminę zamieszkiwały 203 osoby, a gęstość zaludnienia wynosiła 11 osób/km² (wśród 747 gmin Limousin Jabreilles-les-Bordes plasuje się na 428. miejscu pod względem liczby ludności, natomiast pod względem powierzchni na miejscu 375.).

## Populacja

Populacja Jabreilles-les-Bordes w latach 1962–2008